# Alexander Moritzi
Alexander Moritzi (Chur, 24 februari 1806 - aldaar, 13 mei 1850) was een Zwitsers botanicus.

## Biografie
Na zijn schooltijd in Chur studeerde Alexander Moritzi pedagogie in Bazel en Leipzig en plantkunde in Leipzig en München. Na een tijdje les te hebben gegeven in Chur in 1829, trok hij naar Genève om er zijn opleiding als botanicus verder te zetten (1832-1836). Hij werkte er onder leiding van Augustin Pyramus de Candolle, die te zijner ere een soort in de ruwbladigenfamilie Moritzia zou noemen. Later voerde hij onderzoek naar de flora in het kanton Graubünden. Van 1839 tot 1846 onderwees hij natuurwetenschappen aan de kantonnale school van Solothurn. Na zijn terugkeer naar Chur werd hij er in 1847 directeur van de publieke tuin Rosenhügel en zetelde hij in het gemeentebestuur, waar hij verantwoordelijk was voor onderwijs. Van 1848 tot 1849 was hij ook voorzitter van de Naturforschenden Gesellschaft Graubündens. In 1849 richtte hij het blad Neues Volksblatt op. Hij bestuurdeerde zowel planten uit Zwitserland als planten van op het eiland Java.
In 1842 bracht Moritzi het werk Réflexions sur l'espèce en histoire naturelle uit. Dit boek verdedigde het transformisme en wordt beschouwd als een voorloper van de evolutietheorie ontwikkeld door Charles Darwin. Het werk kende echter niet zulke impact als dat van Darwin.
Onder meer de Clavaria amoena (1844) en de Nervilia crociformis (1846) werden voor het eerst door hem beschreven, samen met Heinrich Zollinger.

## Eponiemen
In 1836 werd het geslacht Moritzia vernoemd naar Alexander Moritzi. Onder meer volgende soorten werden eveneens naar hem vernoemd:
- Myriopteris moritziana
- Chromolaena moritziana
- Pseudognaphalium moritzianum
- Brachyloma moritzianum
- Huperzia moritzii
- Calycolpus moritzianus
- Humboltia moritzii
- Cestrum moritzii
- Doxocopa moritziana

## Werken
- Die Pflanzen Graubündens: ein Verzeichniss der bisher in Graubünden gefundenen Pflanzen, Neuchâtel, 1839.
- Réflexions sur l'espèce en histoire naturelle, 1842.
- Die Flora der Schweiz, Zürich en Winterthur, 1844.
- Systematisches Verzeichniss der von H. Zollinger in den Jahren 1842-1844, auf Java gesammelten Pfanzen, nebst einer kurzen Beschreibung der neuen Gattungen und Arten, Solothurn, 1845-1846.